# Dabney Coleman
Dabney Wharton Coleman, född 3 januari 1932 i Austin, Texas, död 16 maj 2024 i Santa Monica, Los Angeles, Kalifornien, var en amerikansk skådespelare. Coleman medverkade bland annat i filmer som Skyskrapan brinner! (1974), 9 till 5 (1980), Sista sommaren (1981), Tootsie (1982), WarGames (1983), Spionspelet (1984), Nyinflyttade i Beverly Hills (1993), Du har mail (1998), Rasten - Uppdraget: Rädda sommarlovet (2001), Moonlight Mile (2002) och Rules Don't Apply (2016).

## Filmografi i urval
- 1965 - The Donna Reed Show, avsnitt Rally Round the Girls, Boys (gästroll i TV-serie)
- 1969 - The Mod Squad, avsnitt The Guru (gästroll i TV-serie)
- 1969 – Trassel med brudar
- 1970 – Visst älskar jag min fru
- 1974 – Skyskrapan brinner!
- 1980 – 9 till 5
- 1981 – Sista sommaren
- 1981 – Flygande bekymmer
- 1982 – Titta vi opererar
- 1982 – Tootsie
- 1983–1984 – Buffalo Bill (TV-serie)
- 1983 – WarGames
- 1984 – Spionspelet
- 1984 – Mupparna på Manhattan
- 1987 – Dragnet
- 1988 – I full galopp
- 1991 - Columbo, avsnitt Columbo and the Murder of a Rock Star (gästroll i TV-serie)
- 1992 – Svarta pengar
- 1993 – Amos & Andrew
- 1993 – Nyinflyttade i Beverly Hills
- 1998 – Du har mail
- 1999 – Inspector Gadget
- 1999 – Stuart Little
- 2001 – Rasten - Uppdraget: Rädda sommarlovet (röst)
- 2002 – Moonlight Mile
- 2010–2011 – Boardwalk Empire (TV-serie)
- 2016 – Rules Don't Apply